# Thống tướng
Thống tướng là một danh xưng quân hàm sĩ quan cao cấp nhất trong quân đội của một số quốc gia, trên cả Đại tướng. Quân hàm này thường được xem là tương đương với quân hàm Thống chế hay Nguyên soái ở một số quốc gia khác như Nga, Anh, Pháp, dù nguyên nghĩa của chúng không thực sự đồng nhất. Đôi khi khi quân hàm thống tướng còn được gọi là tướng 5 sao vì xếp trên cấp Đại tướng (4 sao).

## Từ nguyên
Vào thời hậu kỳ Trung Cổ, các vua Pháp thường phái các quan chức cao cấp được gọi là "Lieutenant général" (Khâm sai), thay mặt vua xử lý công việc chuyên biệt. Viên khâm sai chỉ huy các cánh quân ở địa phương, gọi là các armée, do đó mang danh hiệu đầy đủ là Lieutenant général des armées. Tương tự trong Hải quân, viên khâm sai mang danh hiệu Lieutenant général des armées navales. 
Về sau, các danh hiệu này được hình thành cấp hàm cao nhất trong thực tế của Lục quân và Hải quân. Tuy nhiên, hệ thống cấp bậc cũ bị bãi bỏ trong cuộc cách mạng Pháp. Mãi đến thời kỳ Đệ nhị đế chế Pháp, cấp bậc này mới được phục hồi, nhưng nó được tách thành 2 cấp bậc riêng biệt là Général de corps des armée với cấp hiệu 4 sao và Général des armée với cấp hiệu 5 sao.
Chịu ảnh hưởng này của người Pháp, năm 1866, Quốc hội Mỹ đã đặt ra cấp bậc General of the Army để vinh danh Ulysses Grant do công lao của ông trong Nội chiến). Cấp bậc này về sau được phong cho 7 quân nhân nữa và trở thành cấp bậc thực tế cao nhất trong Lục quân Mỹ và quân đội một số quốc gia chịu ảnh hưởng hệ thống quân hàm Mỹ.
Cũng cần lưu ý rằng trong hệ thống cấp bậc quân đội Pháp (Général d'armée) hoặc Nga (Генерал армии), cấp bậc này được chuyển ngữ sang tiếng Anh là Army General (được chuyển ngữ sang tiếng Việt là "Đại tướng") để tránh nhầm lẫn với cấp bậc General of the Army (được chuyển ngữ sang tiếng Việt là "Thống tướng").

## Thống tướng hay Thống chế?
Như định nghĩa nêu trên, trong tiếng Việt, danh xưng Thống tướng (General of the Army) thường được xem là tương đương với cấp bậc Thống chế (Marshal).
Tuy nhiên, hệ thống quân hàm hiện đại của Việt Nam được đặt ra lần đầu vào bởi Sắc lệnh 33-SL năm 1946 đã quy định cấp hàm sĩ quan cấp tướng là Thiếu tướng, Trung tướng và Đại tướng, đối chiếu với quân đội Pháp là các cấp bậc Général de brigade, Général de division và Général de corps d’armée. Ngoài ra, một thuật ngữ không chính thức dùng để chuyển ngữ cho danh hiệu Maréchal là Thống chế.
Năm 1950, tướng Jean de Lattre de Tassigny được bổ nhiệm làm Cao ủy kiêm Tổng tư lệnh Quân đội Pháp tại Đông Dương. Theo quy định tạm thời về dịch thuật danh từ quân sự của Bộ Quốc phòng Quốc gia Việt Nam (chính phủ Bảo Đại), các tài liệu Việt ngữ bấy giờ ghi cấp bậc của ông là "Đại tướng 5 sao" (Général d'Armée) để phân biệt với cấp Đại tướng (4 sao, Général de Corps d'Armée). Đến năm 1955, một quy định mới quy định rằng cấp bậc "Đại tướng 5 sao" sẽ được gọi bằng danh xưng "Thống tướng". Kể từ đó, cấp bậc tướng 5 sao có tên gọi là "Thống tướng". Giai đoạn này, cấp bậc Thống tướng vẫn được xem là dưới cấp bậc Thống chế (7 sao, Maréchal).

## Danh xưng cấp bậc Thống tướng ở một số quốc gia

Cấp hiệu Thống tướng Lục quân Hoa Kỳ
Cấp hiệu Thống tướng Không quân Hoa Kỳ
Cấp hiệu Thống tướng Lục quân Hoàng gia Campuchia

- Hoa Kỳ: General of the Army (Lục quân), General of the Air Force (Không quân)
- Campuchia: នាយឧត្ដមសេនីយ៍ផុតលេខ (Néay Ŭtdâmsénei Phŏt Lék)
- Croatia: Stožerni general
- Thái Lan: จอมพล (Chom Phon)
- Myanmar: ဗိုလ်ချုပ်မှူးကြီး (Bo Gyoke Hmu Gyi), chỉ tôn phong cho Tổng tư lệnh các lực lượng vũ trang và ဒုတိယ ဗိုလ်ချုပ်မှူးကြီး (Du Bo Gyoke Hmu Gyi, một số tài liệu Việt ngữ dịch là Phó thống tướng), phong cho Phó tổng tư lệnh các lực lượng vũ trang kiêm Tư lệnh Lục quân.

### Các cấp bậc trên
Một số quốc gia tồn tại các cấp bậc quân sự trên cấp Đại tướng và giữ vai trò Tổng thống lĩnh, do đó đây được xem là những cấp bậc đặc biệt, xếp trên cấp bậc Thống tướng.
- Trung Hoa Dân quốc: Đặc cấp Thượng tướng (特級上將), mang cấp hiệu 5 sao. Cấp bậc này chỉ được tôn phong duy nhất cho Tưởng Giới Thạch. Sau khi ông qua đời, cấp bậc này cũng bị bãi bỏ.

### Các cấp bậc dưới

Cấp hiệu quân hàm Général d'armée Lục quân Pháp.

Như đã nêu trên, cấp bậc Général d'Armée trong quân đội Pháp tuy cũng mang cấp hiệu 5 sao, nhưng được xem là tương đương cấp bậc Đại tướng. Điều này cũng tương tự ở các quốc gia chịu ảnh hưởng cấp hiệu Pháp.

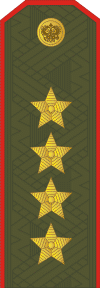
Cấp hiệu quân hàm Генерал армии Lục quân Nga.

Ngoài ra, một số quốc gia chịu ảnh hưởng cấp hiệu Liên Xô tuy có bậc quân hàm mang danh xưng Army General, nhưng cũng chỉ được xếp tương đương cấp Đại tướng.
- Nga: Генерал армии
- Ukraina: Генерал армії

## Một số Thống tướng tiêu biểu thời hiện đại
- Omar Bradley (1893-1981), Thống tướng Mỹ
- Dwight David Eisenhower (1890-1969), Thống tướng Mỹ
- Douglas MacArthur (1880-1964), Thống tướng Mỹ
- George Marshall (1880-1959), Thống tướng Mỹ